# Ali Traoré
Ali Badara Traoré (ur. 28 lutego 1985 w Abidżanie) – francuski koszykarz, urodzony na Wybrzeżu Kości Słoniowej, reprezentant Francji, olimpijczyk, występujący na pozycji środkowego.
W 2007 reprezentował Detroit Pistons podczas rozgrywek letniej ligi NBA w Las Vegas.

## Osiągnięcia
Stan na 25 października 2022, na podstawie, o ile nie zaznaczono inaczej.

### Drużynowe
- Mistrz Francji (2002, 2009)
- Wicemistrz:
  - Ligi Mistrzów FIBA (2018)
  - Francji (2003, 2015, 2019)
  - II ligi francuskiej LNB Pro B (2022)
- Zdobywca:
  - pucharu:
    - Francji (2015)
    - Liderów LNB Pro A (2010, 2015, 2018, 2019)
    - Niemiec (2013)

  - Superpucharu Francji (2009)
- Finalista:
  - pucharu:
    - Francji (2002)
    - Liderów Francji (2014)

  - Superpucharu Francji (2008, 2013, 2015)

### Indywidualne
(* – nagrody przyznane przez portal eurobasket.com)
- Francuski MVP LNB Pro A (2010)
- Najlepszy rezerwowy LNB Pro A (2019)
- Uczestnik meczu gwiazd:
  - francuskiej ligi LNB Pro A (2007, 2009–2010, 2016, 2019)
  - juniorów ligi francuskiej (2003)
- Zaliczony do*:
  - I składu zawodników krajowych LNB Pro A (2010)
  - II składu LNB Pro A (2010)
  - III składu Eurocup (2012)
  - składu honorable mention ligi libańskiej (2014)

### Reprezentacja
Seniorska
- Mistrz turnieju London Invitational Tournament (2011)
- Wicemistrz Europy (2011)
- Uczestnik:
  - igrzysk olimpijskich (2012 – 6. miejsce)[4]
  - mistrzostw:
    - świata (2010 – 13. miejsce)
    - Europy (2009 – 5. miejsce, 2011)

  - kwalifikacji do Eurobasketu (2009)

Młodzieżowa
- Uczestnik:
  - mistrzostw Europy U–16 (2001 – 5. miejsce)
  - kwalifikacji do mistrzostw Europy U–16 (2001)